# توم ببكر
توم ببكر (بالإنجليزية: Tom Baker)‏ (17 أغسطس 1905 في المملكة المتحدة - 1975) هو لاعب كرة قدم بريطاني (وحمل سابقاً جنسية المملكة المتحدة لبريطانيا العظمى وأيرلندا) في مركز حراسة المرمى. لعب مع نادي برينتفورد ونادي روتشديل ونادي ساوثبورت ونادي نورثامبتون تاون وChilton Colliery Recreation F.C. ‏ وكروك تاون ‏ وهوردن كوليري ولفير ‏.

## وصلات خارجية
- توم ببكر على موقع قاعدة بيانات كرة القدم.إي يو (الإنجليزية)